# 成田市立大栄中学校
成田市立大栄中学校（なりたしりつ たいえいちゅうがっこう）は、千葉県成田市伊能にある公立中学校。

## 概要
本校は、成田市の東部に位置しており、中央に大須賀川が細い帯状に入り、畑作地帯が水田を取り巻くように高台に存在している。学区は大須賀、桜田、前林、津富浦、川上の5つからなっており、通学範囲が広範囲なため、多くの生徒が自転車通学をしている。

## 沿革
- 1983年（昭和58年） - 創立
- 2021年（令和3年） - 閉校

## 学区
大須賀小学校・桜田小学校・前林小学校・津富浦小学校・川上小学校の学区を含む。
伊能、奈土、柴田、堀籠、村田、所、桜田、南敷、馬乗里、横山、浅間、東ノ台、大沼、久井崎、稲荷山、中野、津富浦、松子、臼作、吉岡、新田、一坪田、前林、水の上、川上、多良貝、大栄十余三、官林、一鍬田